# ファウスト 第一部

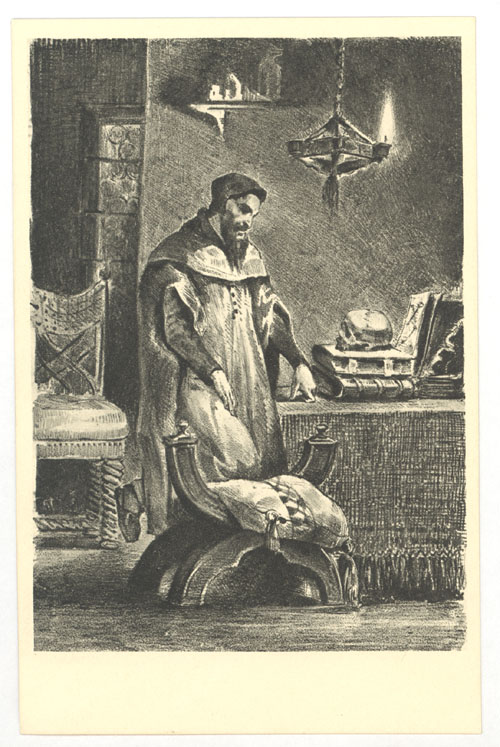
ドラクロワ画『ファウスト』

『ファウスト 第一部』（ファウスト だいいちぶ、Faust. Eine Tragödie もしくは Faust. Der Tragödie erster Teil ）は、ヨハン・ヴォルフガング・フォン・ゲーテによる悲劇戯曲。『ファウスト』2部作の第一部。1808年に発表。

## あらすじ

### ファウスト博士と悪魔メフィストフェレスの契約
ファウストは、博士を取得した学者であった。彼はあらゆる知識をきわめ尽くしたいと願い、当時大学を構成していた哲学、法学、医学、神学の四学部すべてにおいて学問を究めるが、「自分はそれを学ぶ以前と比べて、これっぽっちも利口になっていない」と、その無限の知識欲求を満たしきれずに歎き、人間の有限性に失望していた。
そこに悪魔メフィストフェレスが、黒い犬に変身してファウストの書斎に忍び込む。学問に人生の充実を見出せず、その代わりに今度は生きることの充実感を得るため、全人生を体験したいと望んでいるファウストに対し、メフィストは言葉巧みに語りかけ、自分と契約を結べば、この世の日の限りは伴侶、召使、あるいは奴隷のようにファウストに仕えて、自らの術でかつて誰も得ることのなかったほどの享楽を提供しよう、しかしあの世で再び会った時には、ファウストに同じように仕えてもらいたいと提議する。もとよりあの世に関心のなかったファウストはその提議を二つ返事で承諾し、“この瞬間よ止まれ、汝はいかにも美しい!”("Verweile doch! Du bist so schön.") という言葉を口にしたならば、メフィストに魂を捧げると約束をする。

### ファウストの恋とその顛末
悪魔メフィストはまずファウスト博士を魔女の厨（台所）へと連れて行き、魔女のこしらえた若返りの薬を与える。若返ったと同時に旺盛な欲を身に付けたファウストは、様々な享楽にふけり、また生命の諸相を垣間見ながら、「最も美しい瞬間」を追い求めることになる。彼が最初に挑んだ享楽は恋愛の情熱であった。魔女の厨で見かけた魔の鏡に、究極の美を備えた女性が映るのを見たことから、ファウストはひたすらその面影を追い求め、街路で出会った素朴で敬虔な少女マルガレーテ（通称グレートヒェン）を一目見て恋に落ちる。
彼はメフィストに、グレートヒェンに高価な宝石を贈らせるなどして仲を取り持たせ、ついには床を共にする。しかしある夜、風の便りに妹が男性と通じていることを聞きつけたグレートヒェンの兄ヴァレンティンとファウスト・メフィストの2人連れが鉢合わせし、決闘となる。そうしてファウストはヴァレンティンを手にかける。

### ヴァルプルギスの夜
一時の気晴らしに悪魔メフィストは、ファウスト博士を魑魅魍魎たちの饗宴「ヴァルプルギスの夜」へと連れて行く（この乱痴気騒ぎの描写には作者ゲーテの豊富な知識と筆の力量が垣間見られ、また『夏の夜の夢』のパック、『テンペスト』のアリエルらも登場する）。ファウストはメフィストによってあらゆる魔女や妖怪たちの中を引き回されるが、そこで首に“赤い筋”をつけたグレートヒェンの幻影を見て彼女に死刑（斬首刑）の危機が迫っていることを知り、メフィストがそのことを隠し立てしていたと激怒する。実はグレートヒェンはファウストとの情事により身籠っており、彼の不在のうちに産まれた赤ん坊を持て余した末、沼に沈めて殺してしまっていた。そうして、婚前交渉と嬰児殺しの罪を問われて牢獄に投じられたのであった。

### 悲劇の結末
ファウストはメフィストと共に獄中のグレートヒェンを助けに駆けつける。しかし、気が狂ってもなお敬虔な彼女は、ファウストの背後に悪魔（メフィスト）の影を見出して、脱獄を断固として拒否する。ファウストは罪の意識にさいなまれて絶望し、"O, wär’ ich nie geboren!"（おお、私など生まれてこなければ良かった!）と嘆く。メフィストは、「彼女は（罪びとであるとして）裁かれた!」と叫ぶが、このとき天上から「（そうではなく彼女は）救われたのだ」という（天使の）声が響く。ファウストはマルガレーテをひとり牢獄に残し、メフィストに引っ張られるままにその場を去ってゆく。